# NGC 1646/3
NGC 1646/3 је елиптична галаксија у сазвежђу Еридан која се налази на NGC листи објеката дубоког неба.
Деклинација објекта је - 8° 32' 7" а ректасцензија 4h 44m 26,2s. Привидна величина (магнитуда) објекта NGC 1646 износи 15,8 а фотографска магнитуда 16,8. NGC 16463 је још познат и под ознакама 2ZW 22, , PGC 3084954.